# アシュトン・ジェンティー
- アシュトン・ジーンティ

アシュトン・ジェンティー（Ashton Jeanty, 2003年12月2日 - ）は、アメリカ合衆国フロリダ州ジャクソンビル出身のアメリカンフットボール選手。NFLのラスベガス・レイダースに所属している。ポジションはランニングバック。

## 経歴
フロリダ州ジャクソンビルで生まれる。その後アメリカ海軍で働く父がイタリアで勤務することになり、家族でイタリアへ移住した。
フットボールに打ち込むため、高校時代にアメリカへ帰国。テキサス州フリスコのローンスター高等学校でプレーし、4年目のシーズンに1,843ラン獲得ヤードを記録した。

### カレッジ
ボイシ州立大学に進学し、1年目の2022年シーズンは14試合に出場して821ラン獲得ヤード、7つのラッシングTDを記録した。ノーステキサス大学とのフリスコボウルでは178ラン獲得ヤードを記録し、勝利に貢献した。
2023年シーズンは12試合に出場して1,347ラン獲得ヤード、14のラッシングTDを記録。レシーブでもチーム2位となる569レシーブ獲得ヤードを記録した。この活躍により、マウンテン・ウェストカンファレンスの最優秀攻撃選手賞を受賞した。
2024年シーズン、ジョージアサザン大学との開幕戦で267ラン獲得ヤード、6つのラッシングTDというハイパフォーマンスを披露。シーズンを通して驚異的なペースでラン獲得ヤードを積み重ね、14試合に出場して2,601ラン獲得ヤード、29のラッシングTDを記録した。この活躍によりカレッジで最も優れたランニングバックに贈られるドーク・ウォーカー賞を受賞し、ハイズマン賞の投票では2位だった。シーズン終了後、2025年のNFLドラフトにアーリーエントリーした。

#### 個人成績
| 説明 | 説明                  |
| ---- | --------------------- |
|      | NCAAディビジョンI最多 |
| 太字 | キャリアハイ          |

| シーズン | チーム          | 試合 | 試合 | ラン | ラン        | ラン             | ラン | レシーブ  | レシーブ    | レシーブ         | レシーブ |
| シーズン | チーム          | 出場 | 先発 | 回数 | 獲得 ヤード | 平均 獲得 ヤード | TD   | レシ ーブ | 獲得 ヤード | 平均 獲得 ヤード | TD       |
| -------- | --------------- | ---- | ---- | ---- | ----------- | ---------------- | ---- | --------- | ----------- | ---------------- | -------- |
| 2022     | ボイシ ステート | 14   | 2    | 156  | 821         | 5.3              | 7    | 14        | 155         | 11.1             | 0        |
| 2023     | ボイシ ステート | 12   | 10   | 220  | 1,347       | 6.1              | 14   | 43        | 569         | 13.2             | 5        |
| 2024     | ボイシ ステート | 14   | 14   | 374  | 2,601       | 7.0              | 29   | 23        | 138         | 6.0              | 1        |
| 通算     | 通算            | 40   | 26   | 750  | 4,769       | 6.4              | 50   | 80        | 862         | 10.8             | 6        |